# 용호투금강
"용호투금강"은 한국에서 제작된 김룡 감독의 1971년 영화이다. 이훈 등이 주연으로 출연하였고 전석진 등이 제작에 참여하였다.

## 출연

### 주연
- 이훈
- 왕룡